# Mortal Kombat Gold
Pour les articles homonymes, voir MKG.
Mortal Kombat Gold (communément abrégé MKG) est un jeu de la série Mortal Kombat. C'est une mise à jour de Mortal Kombat 4, et présente donc de nombreuses similitudes avec ce dernier.

## À propos
L'histoire de MKG suit Mortal Kombat Trilogy et précède Mortal Kombat : Deadly Alliance. C'est le premier jeu MK à apparaître sur une console de sixième génération, la Dreamcast. Il n'est sorti sur aucun autre support. Tous les combattants sont ceux de Mortal Kombat 4, avec l'ajout de quelques nouveaux personnages.
Il a été conçu en moins d'un an, ce qui peut partiellement expliquer le manque de détails et de nouveautés tout comme des temps de chargements anormalement longs. MKG inclut cependant de nouvelles arènes de combats, et un nouveau système de gestion des armes. Cependant, le gameplay reste identique à celui MK4.
En dépit d'apparaître sur un système de 128 bits, MK4 n'a guère utilisé ce potentiel. Les graphismes sont donc très en deçà des possibilités offertes par la console de Sega et certains vont même jusqu'à dire que c'est encore moins bon que le MK4 sorti sur Nintendo 64, une machine aux capacités deux fois inférieures à la Dreamcast. Game Revolution, magazine de jeu vidéo online Américain, tint ces mots à propos du jeu : « The graphics are inexcusably horrible, and it's quite a depressing let-down on Sega's 128-bit masterpiece, especially when compared to Soul Calibur » (« Les graphismes sont inexcusablement horribles, et c'est tout à fait une déception compte tenu de la puissance de la 128-bit de Sega, particulièrement lorsqu'on compare le jeu à Soul Calibur»). Le magazine déplore également que les armes sont « dull and uninteresting » (« fades et inintéressantes »). IGN a tenu des propos similaires à propos de Mortal Kombat Gold. Le manque de profondeur du jeu, tout comme la finition technique exécrable ont été considérés tant par la critique que par le public comme peu excusable.

## Personnages

### Personnages jouables / secrets
Les personnages cachés sont accessibles via l'utilisation d'un code spécifique à l'écran de sélection du personnage. Ces personnages secrets sont : Sektor, Noob Saibot, et Goro. En parallèle, un code permet de jouer avec un squelette qui remplacera alors le personnage que le joueur contrôlait jusqu'alors. Ce squelette, connu sous le nom de Meat, adoptera alors les mouvements et fatality du personnage auquel il se substitue.